# Delphine Biscaye
Delphine Biscaye ist eine französische Maschinenbauingenieurin und Konstrukteurin, die als Team- und Logistikmanagerin des Venturi Formula E Teams tätig ist. Sie studierte am  Institut français de mécanique avancée. Sie war zeitweise bei Williams Grand Prix Engineering in der Forschungs- und Entwicklungsabteilung des Kinetic Energy Recovery Systems beschäftigt und half später bei der Konstruktion der Federung des Williams FW31. Sie begann im Dezember 2009 bei Venturi Automobiles als Forschungs- und Entwicklungsingenieurin und CAD-Konstrukteurin für das Sportwagen-Prototypenprogramm.
Anfang 2011 wurde Delphine Biscaye zur Projektleiterin des vollelektrischen Allradprojekts Buckeye Bullet ernannt und im Juli 2012 dem Antarktisprogramm als Konstrukteurin zugeteilt. Zu Beginn der Saison 2015/16 wurde sie von Venturi als Logistikbeauftragte für den Formel-E-Rennbetrieb eingesetzt. Ab der Saison 2016/17 wurde Delphine Biscaye zur ständigen Team- und Logistikmanagerin ernannt.

## Kindheit und Studium
Delphine Biscaye ist in einem kleinen Dorf in Frankreich aufgewachsen. Sie ist eines von drei Kindern in ihrer Familie und hat zwei Brüder. Sie stammte aus einer Familie, in der sich niemand für den Rennsport interessierte. Ihr Interesse an der Branche wurde durch die Beobachtung der Formel 1 und des Rallyesports geweckt.
Bei einem Vorstellungsgespräch mit den Dozenten der in Clermont-Ferrand ansässigen Maschinenbauschule Institut français de mécanique avancée (IFAM, heute SIGMA Clermont) im Jahr 2005 wurde ihr gesagt, dass ein Job im Motorsport nicht möglich sei, da andere Bewerber den gleichen Ehrgeiz hätten und es in der Branche kaum Jobs gäbe. In einem Interview aus dem Jahr 2018 sagte Delphine Biscaye über diesen Rückschlag: "Rückblickend denke ich, dass mich das noch entschlossener gemacht hat - weil es schwieriger war, hatte ich einen größeren Wunsch, erfolgreich zu sein, also habe ich sehr hart gearbeitet, um zu beweisen, dass ich es schaffen kann."
Dennoch nahm sie Kontakt zu mehreren Teams auf, die in der Formel 1 und in der Le Mans Series antraten. Biscaye beendete später ihre Suche, als das Formel-1-Team Williams Grand Prix Engineering ihr eine Stelle anbot. Sie arbeitete 2008 ein halbes Jahr für das Team und kehrte im Februar 2009 für weitere vier Monate zurück, nachdem sie ihr Studium mit einem Abschluss in Maschinenbau beendet hatte. Williams stellte sie anschließend bis Ende des Jahres als Vertragspartnerin ein. Während ihrer Zeit bei Williams arbeitete Biscaye im Konstruktionsbüro des Teams an der Entwicklung der Technologie des kinetischen Energierückgewinnungssystems in der Forschungs- und Entwicklungsabteilung und konzentrierte sich anschließend auf die Federung des FW31-Chassis. Außerdem absolvierte sie ein Praktikum an der University of Canterbury, wo sie als Postdoc-Assistentin ein neues System für schnelle Prototypen entwarf und testete. Delphine Biscaye kehrte nach Frankreich zurück, nachdem Williams sie nach Ablauf ihres Vertrags nicht in ein festes Arbeitsverhältnis übernehmen konnte, und suchte nach einer anderen Arbeit.

## Venturi
Delphine Biscaye wurde im Dezember 2009 von Venturi Automobiles als Forschungs- und Entwicklungsingenieurin und CAD-Konstrukteurin für das Sportwagenprototypenprogramm des Unternehmens eingestellt. In ihren ersten Jahren bei Venturi belegte sie auch einen Kurs in Soziologie an der Universität Straßburg. Anfang 2011 wurde sie zur Projektleiterin des vollelektrischen Allradfahrzeugs Buckeye Bullet (VBB 3) ernannt. Dabei handelt es sich um ein gemeinsames Programm von Venturi und Studenten der Ohio State University, das darauf abzielt, auf dem Bonneville Speedway im US-Bundesstaat Utah neue Geschwindigkeitsrekorde aufzustellen. Von Juli 2012 bis 2016 war sie als Konstrukteurin am Antarktisprogramm beteiligt, einem Elektrofahrzeug, das Wissenschaftlern den Zugang zu Forschungsgebieten ermöglichen soll, die mit Verbrennungsmotoren als unerreichbar gelten.

### Formel E
Nach ihrer Tätigkeit in diesen Abteilungen wurde Delphine Biscaye zu Beginn der Saison 2015/16 von Venturi als Logistikbeauftragte in den Rennbetrieb der FIA-Formel-E-Meisterschaft entsandt und arbeitete vom Hauptsitz in Monaco aus. Sie nahm am Long Beach ePrix 2016 als vorübergehende Teamchefin teil. Mit Beginn der Saison 2016/17 wurde Biscaye zur ständigen Team- und Logistikmanagerin ernannt. Ihr Ziel war es, durch eine verbesserte Kommunikation und ein verbessertes Management einen einheitlichen Betrieb zu schaffen. Zu Delphine Biscayes Aufgaben gehört es, dafür zu sorgen, dass die Autos den technischen Vorschriften entsprechen, die Termine für die Mitarbeiter zu planen, für die Fahrer einzutreten, wenn sie wegen eines Zwischenfalls vor die Rennleitung zitiert werden, und die Ingenieure und Mechaniker nach dem Ende des Rennens zu besprechen. Während ihrer Amtszeit baute Venturi Partnerschaften mit dem Motorsportspezialisten HWA AG und dem Automobilzulieferer ZF Friedrichshafen auf.